# سيليبي-فيكوي
سيليبي-فيكوي (بالإنجليزية: Selebi-Phikwe)‏ هي مدينة، تتبع بوتسوانا، بلغ عدد سكانها 49724 نسمة، في 2011.

## الموقع
تشترك في الحدود مع:
- المقاطعة المركزية.